# Malczewo (przystanek kolejowy)
Malczewo – dawny przystanek kolejowy (Gnieźnieńska Kolej Wąskotorowa) w Malczewie, w województwie wielkopolskim, w Polsce. Zlikwidowany w 1984.